# Ramas esternocleidomastoideas de la arteria occipital
Las ramas esternocleidomastoideas de la arteria occipital son arterias que se originan como rama colateral de la arteria occipital. No presentan ramas.

## Trayecto
La arteria esternocleidomastoidea superior generalmente nace de la arteria occipital cerca de su comienzo, pero a veces lo hace directamente de la arteria carótida interna.
Discurre hacia abajo y hacia atrás sobre el nervio hipogloso, y entra en la sustancia del músculo esternocleidomastoideo, en compañía del nervio accesorio.

## Distribución
Se distribuye hacia la cara profunda del músculo esternocleidomastoideo y hacia los músculos e integumento vecinos.